# 天主教波坦察-穆罗卢卡诺-新马尔西科总教区
天主教波坦察-穆罗卢卡诺-新马尔西科总教区是罗马天主教在意大利南部巴西利卡塔大区设立的一个教区。1818年，波坦察教区和新马尔西科教区合并，当时属于萨莱诺教省。1973年，波坦察-新马尔西科教区升格为总教区，1976年成立教省，1986年，穆罗卢卡诺教区并入波坦察-新马尔西科总教区